# Philadelphe de Byzance
Philadelphe de Constantinople fut évêque de Byzance, mentionné en 211 et 217.

## Contexte
Philadelphe est le premier évêque de Byzance mentionné par Venance Grumel dans la liste des patriarches de Constantinople publiée dans son ouvrage.